# Independence Day: Resurgence
Independence Day: Resurgence er en amerikansk  science fiction film fra 2016. Filmen er instrueret af Roland Emmerich og skrevet af James A. Woods og Nicolas Wright.
Filmen er en efterfølger til Independence Day (1996).

## Medvirkende
- Liam Hemsworth som Jake Morrison
- Jeff Goldblum som David Levinson
- Bill Pullman som Præsident Whitmore
- Maika Monroe som Patricia Whitmore
- Jessie T. Usher som Dylan Dubrow-Hiller
- Sela Ward som Præsident Lanford
- Charlotte Gainsbourg som Dr. Catherine Marceaux
- Judd Hirsch som Julius Levinson
- Vivica A. Fox som Jasmine
- Brent Spiner som Dr. Brakish Okun
- William Fichtner som General Adams
- Joey King som Sam